# Pietro Tenerani
Pietro Tenerani (Torano, Carrara,  1789 - Roma, Italia, 1869) fue un escultor italiano. Fue discípulo de Antonio Canova, el gran escultor neoclasicista, autor de la estatua del general Washington. En 1831 ejecutó un busto de Bolívar vestido de militar por encargo de Tomás Cipriano de Mosquera. En 1844 fue admitido en la Academia de San Lucas como profesor, siéndolo también de la Academia de Bellas Artes de París.

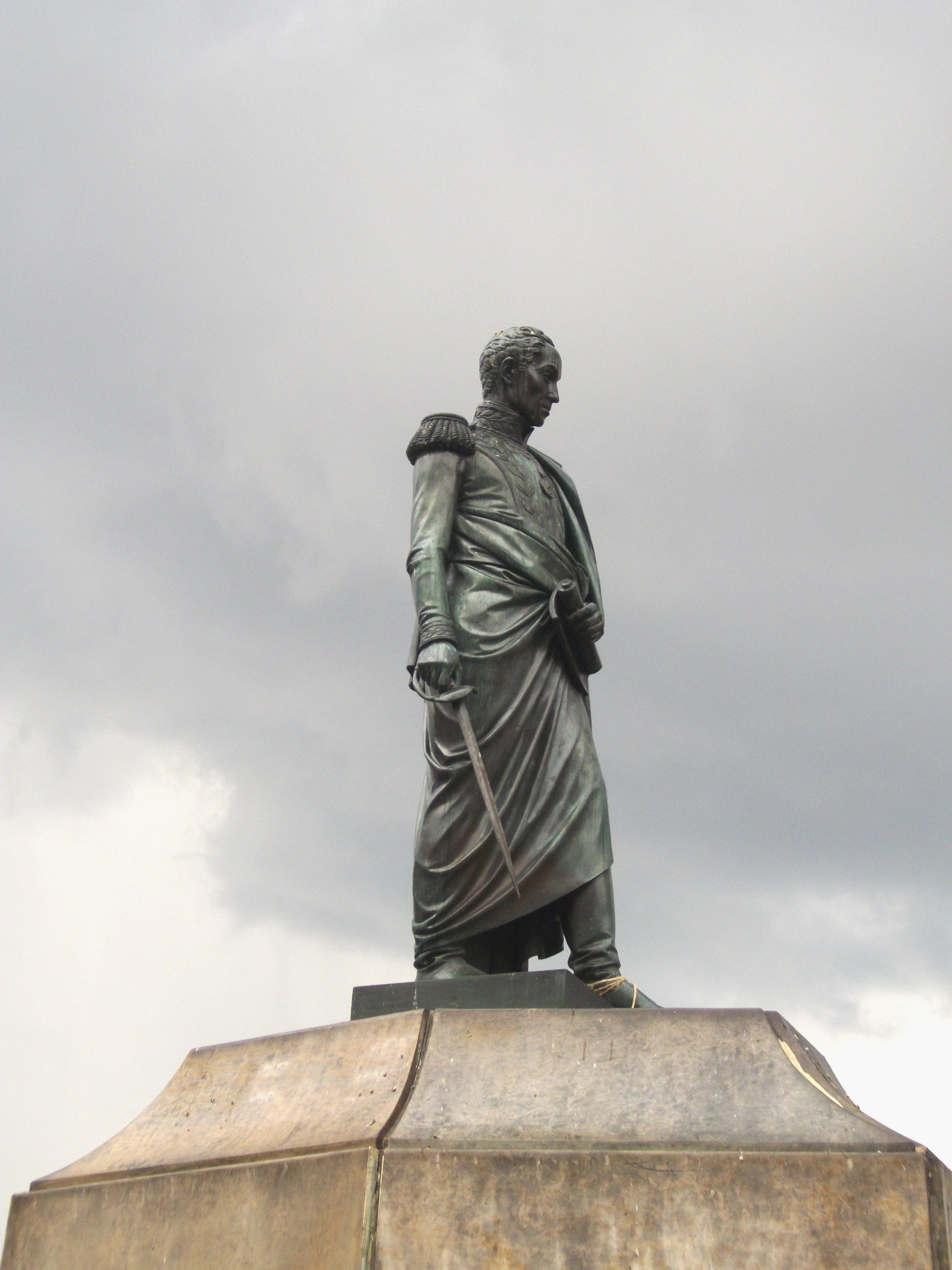
Estatua de la plaza de Bolívar en Bogotá.

Cumpliéndose la profecía de su maestro, quien le anunció cuando ejecutaba la estatua de Washington que a él le correspondería la elaboración de una figura semejante, hizo en 1844 la primera estatua en el mundo de Simón Bolívar por encargo del noble patricio José Ignacio París Ricaurte, que actualmente adorna la plaza de este nombre en Bogotá. 
Como modelo de ella, le sirvió el perfil que había ejecutado Roulin en Bogotá en 1828. Fue fundida en Múnich por J. Muller, e inaugurada en Bogotá en 1846. El pedestal de la estatua fue diseñado por el mismo Tenerani.
Le fue encargado y ejecutó los bustos del general Mosquera (hoy en la Universidad del Cauca), el virrey Ezpeleta (hoy en la Academia Colombiana de Historia), don José Ignacio París Ricaurte (hoy de la colección de la casa museo Quinta de Bolívar), y otro del general Bolívar (hoy en la Cancillería de Colombia.). 
En 1852 hizo la estatua marmorea que adorna el mausoleo de Bolívar en el Panteón Nacional de Venezuela, ubicado en Caracas. En 1867 ejecutó el monumento que custodiaría el corazón del Libertador en la Catedral Primada de Bogotá, propósito imposible al naufragar la obra con el vapor Cuaspud, cerca de las costas venezolanas. Al año siguiente hizo una réplica de su obra de Bolívar para Angostura hoy Ciudad Bolívar, Venezuela.
Su comisión más importante fue para la tumba del papa Pio VIII terminada en 1857.